# Indaiatuba
Indaiatuba es un municipio brasileño del estado de São Paulo. Se localiza a 23º05'25" de latitud sur y 47º13'05" de longitud oeste, a una altitud de 624 metros. Su población oficial en 2011 era de 205.808 habitantes.

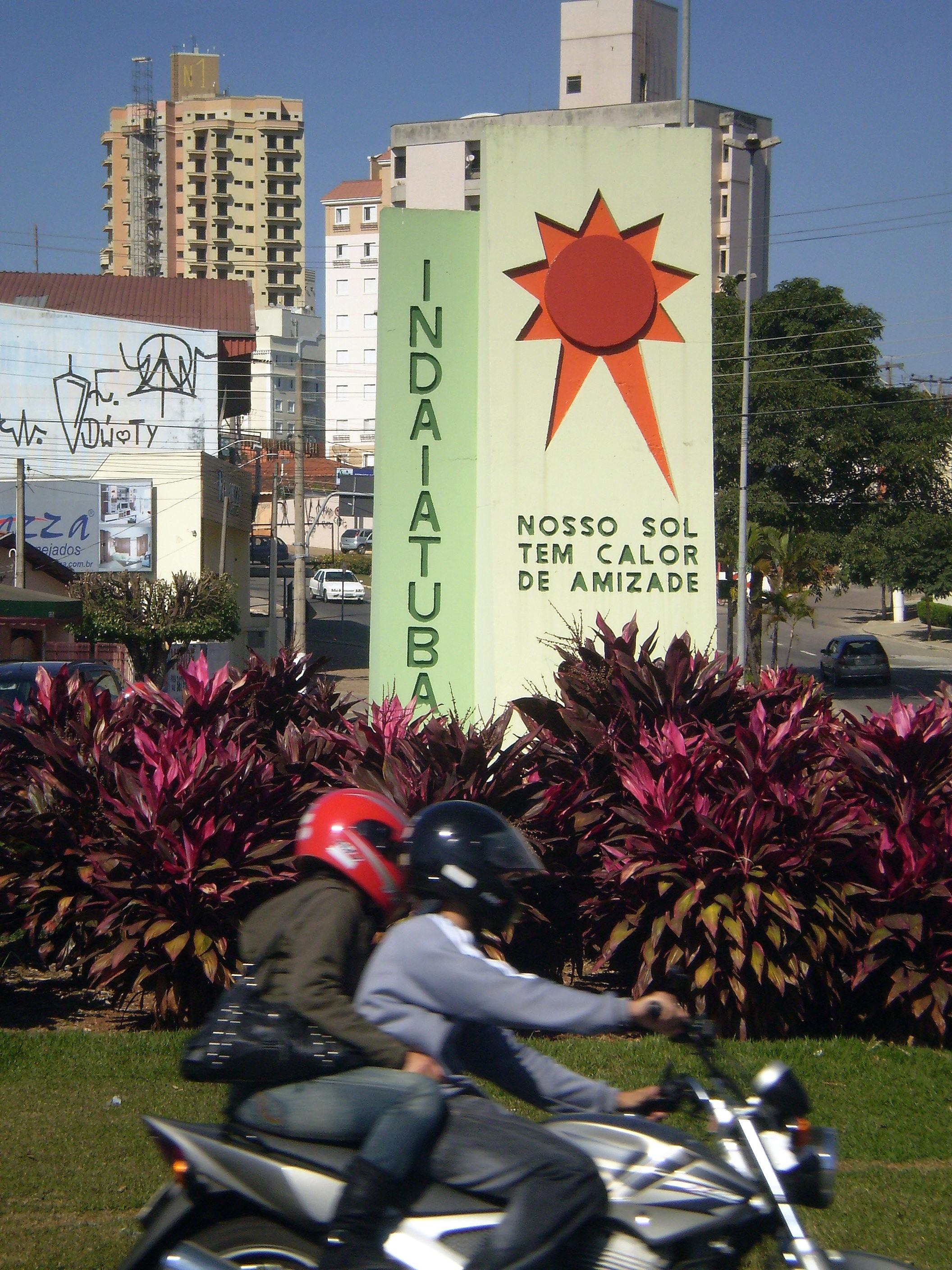
Monumento de inauguración de la Avenida Concepción, una de las más importantes del municipio.

Indaiatuba se encuentra a 90 km de la capital paulista y a apenas 25 km de Campinas. Presenta una localización privilegiada, a 10 kilómetros del Aeropuerto Internacional de Viracopos, buena infraestructura y buenos indicadores de calidad de vida.
El relieve de Indaiatuba es una depresión relativa, donde su región es más baja que las áreas adyacentes, dominan las formas de planicie aluvial, colinas y cerros.

## Hidrografía
- Río Jundiaí
- Río Capivari Mirim
- Arroyo Piraí
- Río Barnabé

## Demografía
Mortalidad infantil hasta 1 año (por mil): 12,9
Expectativa de vida (años): 72,9
Tasa de fertilidad (hijos por mujer): 1,9
Tasa de Alfabetización: 92,3%
Índice de Desarrollo Humano (IDH-M): 0,829
- IDH-M Salario: 0,898
- IDH-M Longevidad: 0,798
- IDH-M Educación: 0,791

(Fuente: Atlas IDH 2000 - PNUD)